# Campionato Roraimense
Il Campeonato Roraimense è il campionato di calcio dello stato di Roraima, in Brasile. È organizzato dal 1974 (anche se fino al 1994 era amatoriale) dalla Federação Roraimense de Futebol (FRF).

## Stagione 2023
- Atlético Roraima (Boa Vista)
- Baré (Boa Vista)
- GAS (Boa Vista)
- Náutico-RR (Boa Vista)
- Progresso (Mucajaí)
- Real-RR (São Luiz)
- Rio Negro-RR (Boa Vista)
- River-RR (Boa Vista)
- São Raimundo-RR (Boa Vista)

## Albo d'oro

### Era amatoriale

#### Campeonato do Território Federal do Rio Branco
- 1943-1945 - sconosciuto
- 1946 - Atlético Roraima Clube (Boa Vista)
- 1947 - sconosciuto

#### Federação Riobranquense de Desportos (FRD)
- 1948 - Atlético Roraima Clube (Boa Vista)
- 1949 - Atlético Roraima Clube (Boa Vista)
- 1950 - Baré Esporte Clube (Boa Vista)
- 1951 - Atlético Roraima Clube (Boa Vista)
- 1952 - Rio Branco Esporte Clube (Boa Vista)
- 1953 - Baré Esporte Clube (Boa Vista)
- 1954 - Atlético Roraima Clube (Boa Vista) o Atlético Baré Clube (Boa Vista)
- 1955 - Baré Esporte Clube (Boa Vista)
- 1956 - Baré Esporte Clube (Boa Vista)
- 1957 - Baré Esporte Clube (Boa Vista)
- 1958 - Baré Esporte Clube (Boa Vista)
- 1959 - sconosciuto
- 1960 - Baré Esporte Clube (Boa Vista)
- 1961 - Baré Esporte Clube (Boa Vista)

#### Campeonato do Território Federal de Roraima
- 1962 - Baré Esporte Clube (Boa Vista)
- 1963 - Baré Futebol Clube (Boa Vista)
- 1964 - Baré Futebol Clube (Boa Vista)
- 1965 - Baré Esporte Clube (Boa Vista)
- 1966 - sconosciuto
- 1967 - Náutico Futebol Clube (Boa Vista)
- 1968 - Baré Esporte Clube (Boa Vista)
- 1969 - Baré Esporte Clube (Boa Vista)
- 1970 - Baré Esporte Clube (Boa Vista)
- 1971 - cancellato
- 1972 - Baré Esporte Clube (Boa Vista) o Atlético Roraima Clube (Boa Vista)
- 1973 - sconosciuto

#### Federação Roraimense de Futebol (FRF)
- 1974 - São Francisco Futebol Clube (Boa Vista)
- 1975 - Atlético Roraima Clube (Boa Vista)
- 1976 - Atlético Roraima Clube (Boa Vista)
- 1977 - São Raimundo Esporte Clube (Boa Vista)
- 1978 - Atlético Roraima Clube (Boa Vista)
- 1979 - River Esporte Clube (Boa Vista)
- 1980 - Atlético Roraima Clube (Boa Vista)
- 1981 - Atlético Roraima Clube (Boa Vista)
- 1982 - Baré Esporte Clube (Boa Vista)
- 1983 - Atlético Roraima Clube (Boa Vista)
- 1984 - Baré Esporte Clube (Boa Vista)
- 1985 - Atlético Roraima Clube (Boa Vista)
- 1986 - Baré Esporte Clube (Boa Vista)
- 1987 - Atlético Roraima Clube (Boa Vista)
- 1988 - Baré Esporte Clube (Boa Vista)

#### Campeonato do Estado de Roraima
- 1989 - River Esporte Clube (Boa Vista)
- 1990 - Atlético Roraima Clube (Boa Vista)
- 1991 - Atlético Rio Negro Clube (Boa Vista)
- 1992 - São Raimundo Esporte Clube (Boa Vista)
- 1993 - Atlético Roraima Clube (Boa Vista)
- 1994 - River Esporte Clube (Boa Vista)

### Era professionistica
- 1995 - Atlético Roraima Clube (Boa Vista)
- 1996 - Baré Esporte Clube (Boa Vista)
- 1997 - Baré Esporte Clube (Boa Vista)
- 1998 - Atlético Roraima Clube (Boa Vista)
- 1999 - Baré Esporte Clube (Boa Vista)
- 2000 - Atlético Rio Negro Clube (Boa Vista)
- 2001 - Atlético Roraima Clube (Boa Vista)
- 2002 - Atlético Roraima Clube (Boa Vista)
- 2003 - Atlético Roraima Clube (Boa Vista)
- 2004 - São Raimundo Esporte Clube (Boa Vista)
- 2005 - São Raimundo Esporte Clube (Boa Vista)
- 2006 - Baré Esporte Clube (Boa Vista)
- 2007 - Atlético Roraima Clube (Boa Vista)
- 2008 - Atlético Roraima Clube (Boa Vista)
- 2009 - Atlético Roraima Clube (Boa Vista)
- 2010 - Baré Esporte Clube (Boa Vista)
- 2011 - Associação Esportiva Real (São Luiz do Anauá)
- 2012 - São Raimundo Esporte Clube (Boa Vista)
- 2013 - Náutico Futebol Clube (Caracaraí)
- 2014 - São Raimundo Esporte Clube (Boa Vista)
- 2015 - Náutico Futebol Clube (Caracaraí)
- 2016 - São Raimundo Esporte Clube (Boa Vista)
- 2017 - São Raimundo Esporte Clube (Boa Vista)
- 2018 - São Raimundo Esporte Clube (Boa Vista)
- 2019 - São Raimundo Esporte Clube (Boa Vista)
- 2020 - São Raimundo Esporte Clube (Boa Vista)
- 2021 - São Raimundo Esporte Clube (Boa Vista)
- 2022 - São Raimundo Esporte Clube (Boa Vista)
- 2023 - São Raimundo Esporte Clube (Boa Vista)

## Titoli per squadra
Le squadre contrassegnate da un asterisco (*) sono inattive.
| Squadra          | Città             | Titoli     | Titoli         | Titoli |
| Squadra          | Città             | Amatoriali | Professionisti | Totale |
| ---------------- | ----------------- | ---------- | -------------- | ------ |
| Baré             | Boa Vista         | 21         | 5              | 26     |
| Atlético Roraima | Boa Vista         | 16         | 8              | 24     |
| São Raimundo     | Boa Vista         | 2          | 12             | 14     |
| Náutico          | Caracaraí         | 1          | 2              | 3      |
| River *          | Boa Vista         | 3          | 0              | 3      |
| Rio Negro        | Boa Vista         | 1          | 1              | 2      |
| Real             | São Luiz do Anauá | 0          | 1              | 1      |
| Rio Branco *     | Boa Vista         | 1          | 0              | 1      |
| São Francisco *  | Boa Vista         | 1          | 0              | 1      |